# Salomon Müller
Salomon Müller (Heidelberg, 1804. április 7. – Freiburg im Breisgau, 1864. december 29.) német zoológus, ornitológus és tudós. Zoológiai szakmunkákban nevének rövidítése: „S. Müller”., néha Müller vagy Sa. Müller.

## Élete és munkássága
Salomon Müller Heidelbergben született, egy nyeregkészítő fiaként. 1823-ban, Coenraad Jacob Temminck, Heinrich Boieval és Heinrich Christian Macklottal együtt elküldte Holland Kelet-Indiába, hogy élőlényeket gyűjtsenek be (útitársai közül az előbbi, Boie nem élte túl az utazást). Müller 1826-ban kereste fel Indonéziát, 1828-ban Pápua Új-Guineát és Timor, 1831-ben Jáva szigetét, 1833–1835 között pedig Szumátrát.
Salomon Müller a Baden-Württemberg-i Freiburg im Breisgau városban halt meg.

## Salomon Müller által alkotott és/vagy megnevezett taxonok
Az alábbi linkben megnézhető Salomon Müller taxonjainak egy része.

## Fordítás
- Ez a szócikk részben vagy egészben  a   Salomon Müller című angol Wikipédia-szócikk ezen változatának fordításán alapul.  Az eredeti cikk szerkesztőit annak laptörténete sorolja fel. Ez a jelzés csupán a megfogalmazás eredetét és a szerzői jogokat jelzi, nem szolgál a cikkben szereplő információk forrásmegjelöléseként.